# Miconia undata
Miconia undata är en tvåhjärtbladig växtart som beskrevs av José Jéronimo Triana. Miconia undata ingår i släktet Miconia och familjen Melastomataceae. Inga underarter finns listade i Catalogue of Life.